# Capilla mayor (Catedral de Burgos)
La capilla mayor de la catedral de Burgos (Burgos, Castilla y León, España), el principal espacio de culto de la seo castellana, fue levantada en las décadas centrales del siglo XIII en el estilo gótico francés que caracteriza el conjunto del templo.

## Descripción
El espacio se distribuye en tres tramos, el primero, contiguo al crucero de la Catedral, con bóveda de crucería compleja, tardogótica, y los dos siguientes con bóveda de crucería simple, más una cabecera de cinco paños, cuyo suelo está elevado en graderío. En la parte anterior la cubierta descansa en dos gruesas columnas cilíndricas que son la sustentación del arco toral oriental del cimborrio de la Catedral. En las partes elevadas de los muros se disponen las series del triforio y los ventanales con vidriera, compartidas con los tramos restantes de la nave principal y la nave transversal.

### Retablo Mayor
Preside la capilla el retablo mayor, obra de estilo renacentista romanista comenzada en 1562 por Rodrigo de la Haya y completada tras su muerte en 1577 por su hermano, Martín de la Haya, más la colaboración de Simón de Bueras. Los autores se inspiraron en el retablo mayor de la catedral de Astorga, realizado por Gaspar Becerra, del que imitan la claridad arquitectónica y la monumentalidad en las imágenes.
La mazonería consta en su estructura horizontal de predela, tres cuerpos y ático, y en su disposición vertical de siete calles. Los hermanos de la Haya siguieron los decretos contrarreformistas emanados en el Concilio de Trento, por lo que concedieron gran importancia a la exaltación de Cristo sacramentado (el gran tabernáculo fue tallado por Domingo de Bérriz) e incluyeron en la predela un relicario con restos de varios santos diocesanos. Concluida la arquitectura y la escultura en 1580, 1593 y 1596 ejecutaron el dorado y la policromía los artistas Gregorio Martínez y Diego de Urbina.
El espacio central está presidido por la imagen de Santa María la Mayor, la titular de la catedral. La Virgen es retratada sedente, con el Niño en brazos y flanqueada por querubines. Donada a la Catedral por el obispo Luis de Acuña y Osorio, fue realizada por Cristóbal de Valladolid en 1464 con arreglo al estilo gótico-flamenco imperante en la época. Las aplicaciones de plata que la engalanan incluyen una corona realizada en 1488 por el platero Fernando de Oviedo. En la misma calle central pero en los cuerpos superiores se sitúan los conjuntos escultóricos de la Asunción y la Coronación de la Virgen, tallados por el vasco Juan de Ancheta. Un apostolado al completo representado por bultos redondos se dispone en los intercolumnios, ajustados a los órdenes dórico (primer cuerpo), jónico (segundo cuerpo) y corintio (tercer cuerpo), mientras que las cajas intermedias acogen grandes relieves con pasajes de la vida de la Virgen, ocho en total. El Calvario y otros bultos exentos se yerguen sobre la cornisa del ático.

### Sepulcros

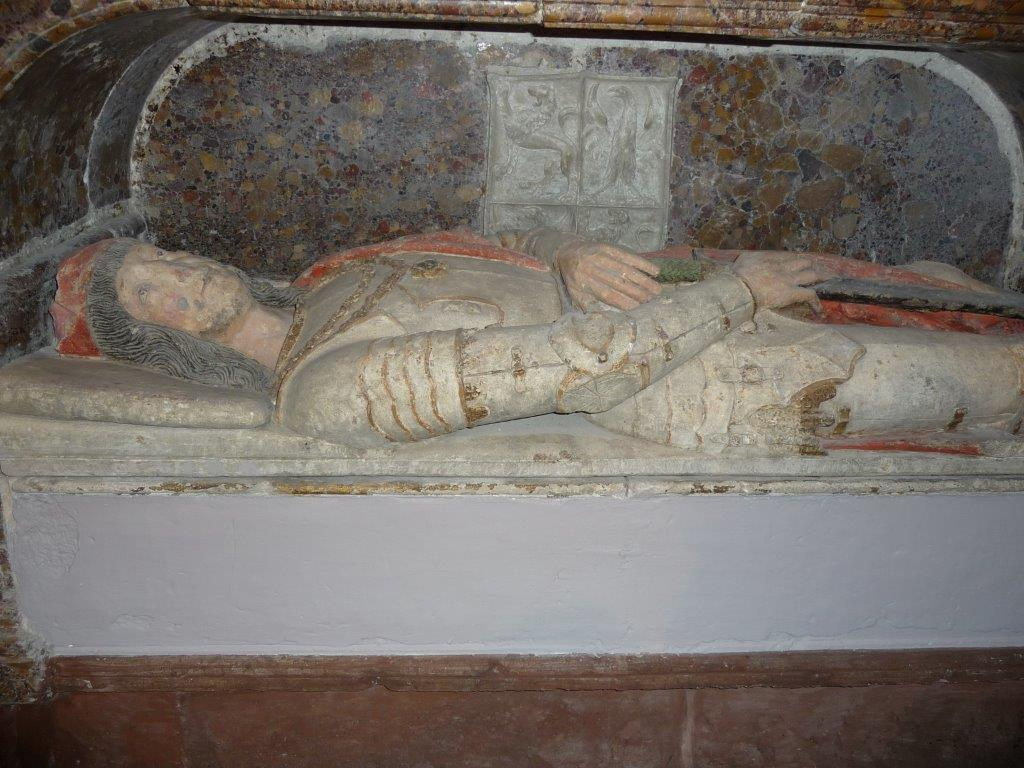
Sepulcro del infante Juan de Castilla el de Tarifa.

En la capilla mayor de la catedral de Burgos se encuentran colocados varios sepulcros que contienen los restos mortales de tres miembros de la realeza castellana:
- Juan de Castilla el de Tarifa (1262-1319). Infante de Castilla. Hijo de Alfonso X el Sabio, rey de Castilla, y de la reina Violante de Aragón. Falleció en el Desastre de la Vega de Granada, ocurrido el 25 de junio de 1319.[2]
- Sancho de Castilla (1342-1374). Hijo ilegítimo de Alfonso XI de Castilla y de su amante Leonor de Guzmán.[3]
- Beatriz de Portugal (1347-1381). Infanta de Portugal y esposa del anterior. Hija del rey Pedro I de Portugal y de la reina Inés de Castro, hija ilegítima de Pedro Fernández de Castro, señor de la casa de Castro.[3]

El sepulcro del infante Juan de Castilla es de apariencia sencilla, y sobre su tapa se encuentra colocada su estatua yacente, en la que el difunto aparece portando sus armas y blandiendo su espada, siendo dicha estatua uno de los primeros ejemplos usados en el reino de Castilla.

### Otros elementos y mobiliario
Frente al presbiterio, limitado con las naves laterales por unas rejas encargadas en el último tercio del siglo XVII por el arzobispo Enrique de Peralta y Cárdenas, en la parte delantera de la nave, se muestra actualmente una réplica de la imagen de Santa María la Mayor. En el presbiterio se encuentran colocados seis grandes candelabros de plata que fueron ejecutados en 1757 por el platero salmantino Manuel García Crespo.

## Galería

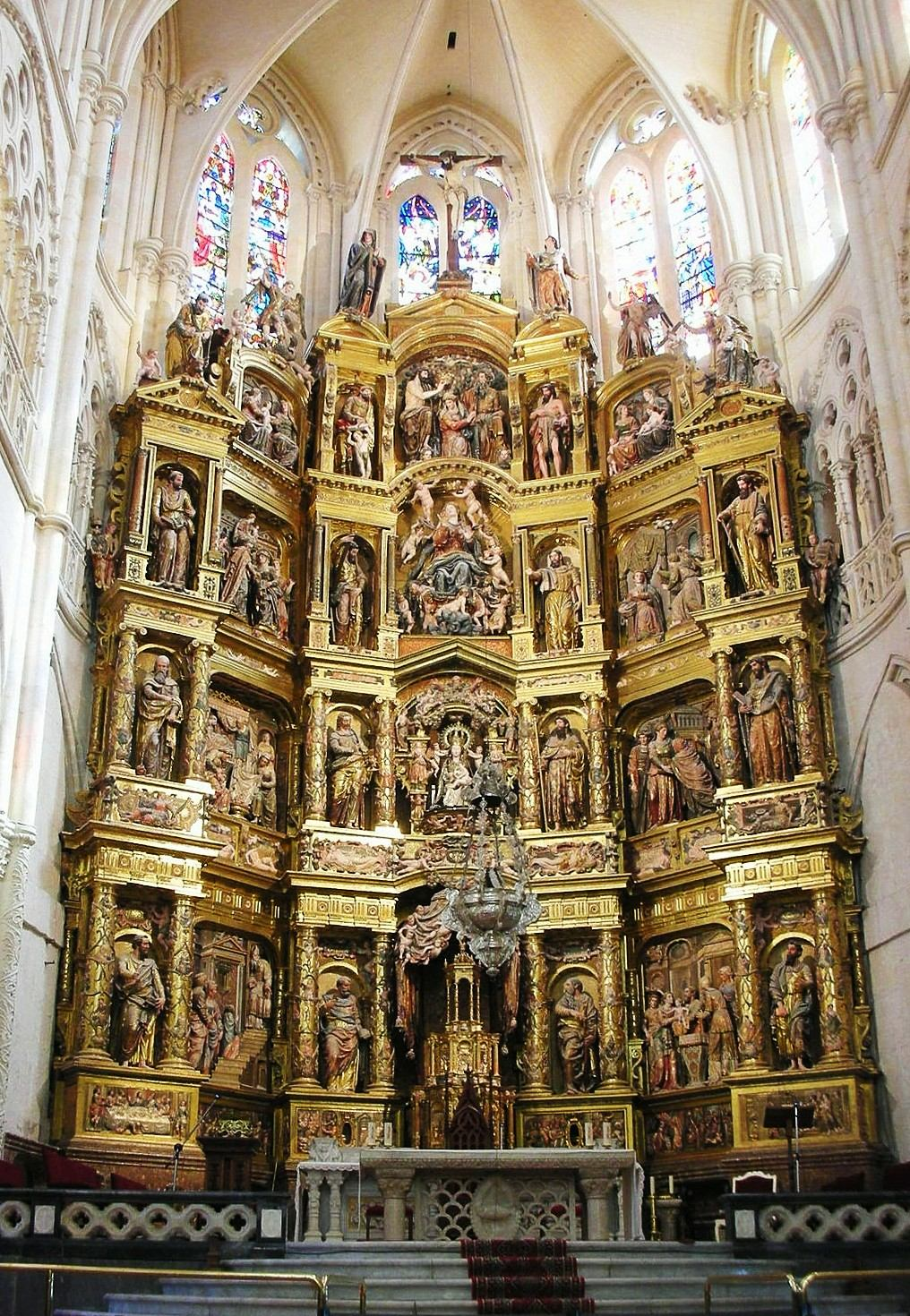
Retablo Mayor romanista de los hermanos de la Haya (s-XVI)
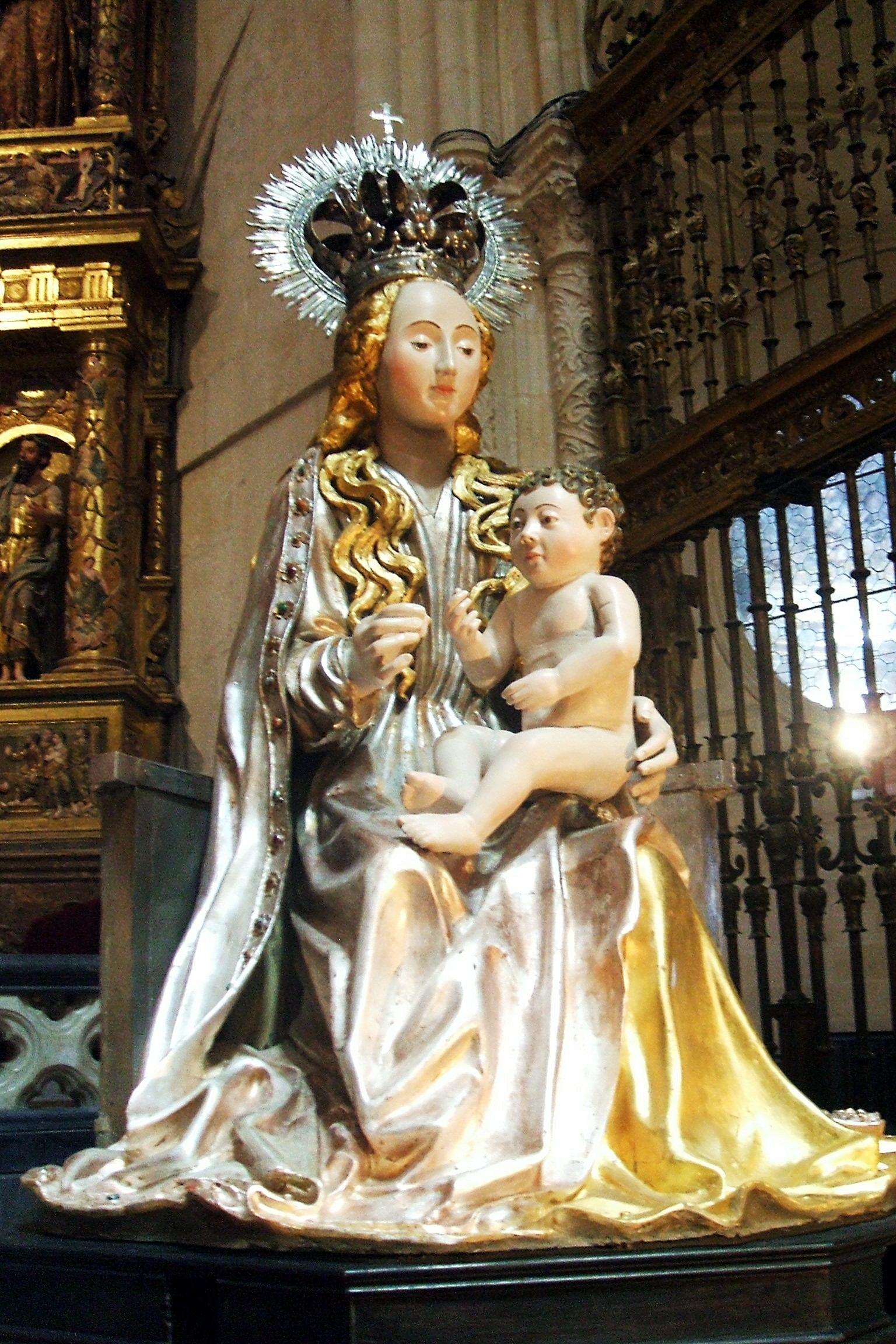
Réplica de la Santa María la Mayor
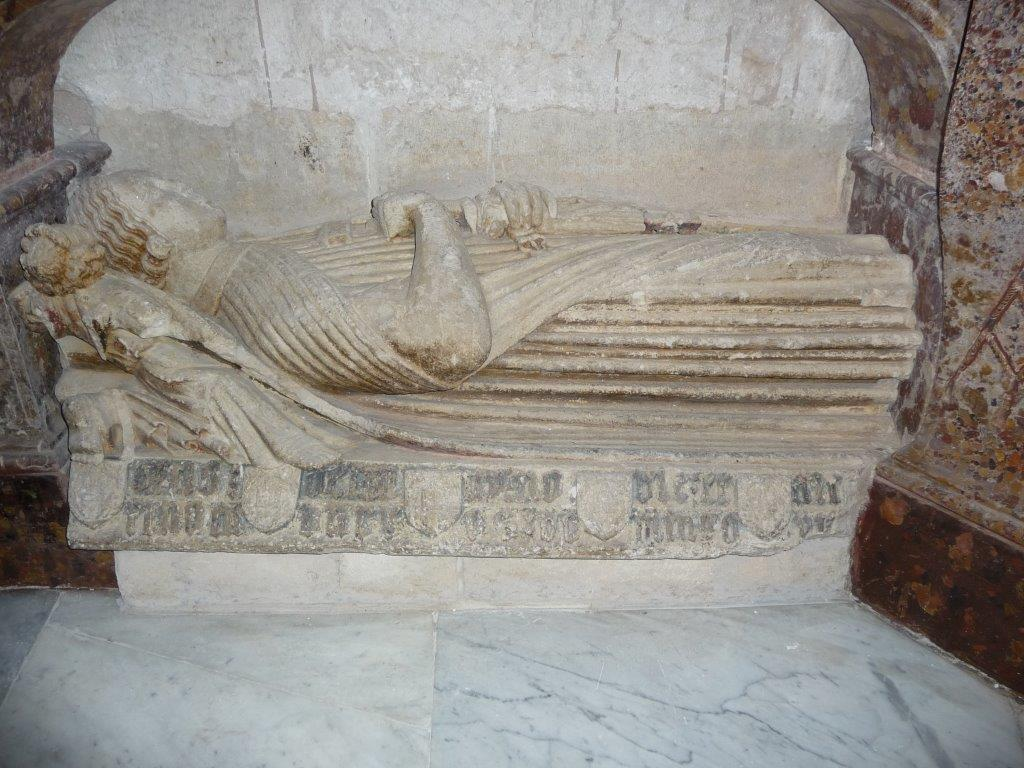
Sepulcro de Sancho de Castilla, hijo de Alfonso XI